# Marco Pontecorvo
Marco Pontecorvo (Roma, 8 novembre 1966) è un direttore della fotografia e regista italiano.

## Biografia
Figlio del famoso regista Gillo, debutta nel cinema come direttore della fotografia per il film del 1997 In barca a vela contromano, e dimostra subito il suo valore nell'impegnativa sostituzione in corsa del defunto maestro Pasqualino De Santis sul film La tregua, di Francesco Rosi. In seguito cura la fotografia dell'ultimo lavoro cinematografico di un altro maestro, Michelangelo Antonioni, ovvero Il filo pericoloso delle cose, inserito nel film collettivo Eros, del 2004.
Fra i suoi lavori più celebri come direttore della fotografia si possono inoltre citare Roma, L'ultima legione, Letters to Juliet e Il Trono di Spade.
Intraprende l'attività di docente di fotografia presso l'Accademia di Cinema e Televisione Griffith di Roma, per poi dedicarsi all'attività di regista: il suo primo lavoro, Pa-ra-da, uscito nel 2008, ha ricevuto numerose importanti nomination, fra cui il Nastro d'argento al miglior regista esordiente e il David di Donatello per il miglior regista esordiente, e ha vinto il Pasinetti Award alla 65ª Mostra internazionale d'arte cinematografica di Venezia e il Premio Francesco Laudadio per la miglior opera prima al Bif&st 2009 di Bari. Fra le altre regie da lui curate si possono citare Mai per amore, Nero a metà, Fatima, Alfredino - Una storia italiana e Per Elisa - Il caso Claps.

## Filmografia

### Direttore della fotografia
- Binari, regia di Carlotta Cerquetti – corto (1996)
- Tutte le donne di Fassbinder, regia di Alessandro Colizzi – film TV (1997)
- In barca a vela contromano, regia di Stefano Reali (1997)
- La tregua, regia di Francesco Rosi (1997)
- Bambina in metro B, regia di Vito Vinci – corto (1998)
- Fuochino, regia di Carlotta Cerquetti – corto (1998)
- Cuori in campo, regia di Stefano Reali – film TV (1998)
- L'ospite, regia di Alessandro Colizzi (1998)
- Banana Splatter, regia di Anne Riitta Ciccone – corto (1999)
- Le ali di Katja (Falkehjerte), regia di Lars Hesselholdt (1999)
- Voci, regia di Franco Giraldi (2000)
- Sulla spiaggia e di là dal molo, regia di Giovanni Fago (2000)
- Le ragazze di piazza di Spagna – serie TV (2000)
- La prossima volta, regia di Fabio Simonelli – corto (2002)
- Una seconda occasione, regia di Anselmo Talotta – corto (2002)
- La mia casa in Umbria (My House in Umbria), regia di Richard Loncraine – film TV (2003)
- Perdutoamor, regia di Franco Battiato (2003)
- Eros, regia di Michelangelo Antonioni, Steven Soderbergh e Wong Kar-wai (2004), cura la fotografia dell'episodio di Antonioni
- Roma (Rome) – serie TV, 9 episodi (2005-2007)
- Firewall - Accesso negato (Firewall), regia di Richard Loncraine (2006)
- L'ultima legione (The Last Legion), regia di Doug Lefler (2007)
- My One and Only, regia di Richard Loncraine (2009)
- Prove per una tragedia siciliana, regia di Roman Paska (2009)
- Letters to Juliet, regia di Gary Winick (2010)
- Passione, regia di John Turturro (2010)
- Il Trono di Spade (Game of Thrones) – serie TV, 3 episodi (2011)
- Gigolò per caso (Fading Gigolo) , regia di John Turturro (2013)

### Regista
- Ore 2: calma piatta – cortometraggio (2003)
- Pa-ra-da (2008)
- Mai per amore – miniserie TV (2012)
- Le mille e una notte - Aladino e Sherazade – miniserie TV (2012)
- L'oro di Scampia (2014)
- Ragion di Stato (2015)
- Tempo instabile con probabili schiarite (2015)
- Lampedusa (2016)
- Il coraggio di vincere – film TV (2017)
- Nero a metà (2018-2020)
- Fatima (2020)
- Alfredino - Una storia italiana (2021)
- A muso duro - Campioni di vita (2022)
- Per Elisa - Il caso Claps (2023)
- Sempre al tuo fianco (2024)

### Sceneggiatore
- Ore 2: calma piatta, regia di Marco Pontecorvo – cortometraggio (2003)
- Pa-ra-da, regia di Marco Pontecorvo (2008)
- Tempo instabile con probabili schiarite (2015)
- A muso duro - Campioni di vita (2022)